# Archaeoglobi
La classe degli Archaeoglobi è composta da una sola famiglia: la Archaeoglobaceae e tre Generi: Archaeoglobus, Ferroglobus e Geoglobus
Gli Archaeoglobi sono cocchi regolari o irregolari e si trovano in natura sia singolarmente che in coppia, sono strettamente anaerobi e ipertermofili